# Jabulani Linje
Jabulani Linje (Lilongwe, 7 november 1994) is een Malawisch voetballer die als aanvaller speelt.

## Clubcarrière
Linje begon zijn carrière in 2010 bij Kamuzu Barracks FC. Hij tekende in 2012 bij CIVO United. Hij tekende in 2015 bij Mighty Wanderers. Met deze club werd hij in 2017 kampioen van Malawi.

## Interlandcarrière
Linje debuteerde in 2017 in het Malawisch nationaal elftal en speelde 7 interlands.